# Raphidia (Raphidia) euxina
Raphidia (Raphidia) euxina is een kameelhalsvliegensoort uit de familie van de Raphidiidae. De soort komt voor in OekraIne.
Raphidia (Raphidia) euxina werd voor het eerst wetenschappelijk beschreven door Navás in 1915.